# Nicolás Carreño Suárez
Nicolás Carreño Suárez (Sogamoso, Boyacá, Colombia; 24 de julio de 1993) es un futbolista colombiano que se desempeña como defensor en el Atlético Bucaramanga de la Categoría Primera A de Colombia.

## Trayectoria

### Inicios
Nicolás Carreño nació en el municipio de Sogamoso, en el departamento de Boyacá, en la región andina de Colombia. Empezó a jugar al fútbol desde una corta edad, jugando en varias escuelas deportivas de su pueblo natal. Después, pasó a integrar la Selección Boyacá, y fue a jugar a las divisiones inferiores de Patriotas, equipo de su departamento. En las inferiores de Patriotas, se formó como jugador y logró hacer buenas presentaciones para que fuera ascendido a la nómina profesional. 

### Patriotas
Luego de haber estado en las divisiones inferiores, el boyacense fue ascendido a la nómina profesional de Patriotas, y debutó en el año 2012. Con el paso del tiempo, fue aumentando sus participaciones con el equipo, llegando a ser uno de los titulares fijos dentro de la nómina. En el 2016, fue uno de los jugadores destacados del equipo, que hizo una gran campaña llegando hasta los cuartos de final del Campeonato Colombiano.

## Clubes
| Club                 | País     | Año           |
| -------------------- | -------- | ------------- |
| Patriotas Boyacá     | Colombia | 2012-2018     |
| Deportivo Pasto      | Colombia | 2019          |
| Atlético Huila       | Colombia | 2020-2021     |
| Atlético Bucaramanga | Colombia | 2021-presente |

## Estadísticas
| Patriotas Boyacá · Colombia                                                                                                |               |               |     |    |    |   |   |     |     |   |
| 1ª | 2012          | 1             | 0   | 5  | 0  | — | — | 6   | 0   |   |
| 1ª | 2013          | 5             | 0   | 5  | 0  | — | — | 10  | 0   |   |
| 1ª | 2014          | 5             | 0   | 12 | 0  | — | — | 17  | 0   |   |
| 1ª | 2015          | 35            | 1   | 2  | 0  | — | — | 37  | 1   |   |
| 1ª | 2016          | 33            | 1   | 8  | 1  | — | — | 41  | 2   |   |
| 1ª | 2017          | 26            | 0   | 2  | 0  | 4 | 0 | 32  | 0   |   |
| Total club | Total club    | 105           | 2   | 34 | 1  | 4 | 0 | 143 | 3   |   |
| Total carrera | Total carrera | Total carrera | 105 | 2  | 34 | 1 | 4 | 0   | 143 | 3 |
| (1) Incluye datos de la Copa Colombia. (2) Incluye datos de Copa Sudamericana. (3) No incluye goles en partidos amistosos. |               |               |     |    |    |   |   |     |     |   |

## Palmarés

### Campeonatos nacionales
| Título    | Club                       | País     | Año       |
| --------- | -------------------------- | -------- | --------- |
| Primera B | Atlético Huila Bucaramanga | Colombia | 2020 2024 |